# 1e Jemenmedaille
De 1e Jemenmedaille (Turks: Yemen Madalyası) werd in 1846 door de Turkse Sultan Abdülmecit de Eerste (1839-1861) ingesteld. Deze campagnemedaille herdacht de onderdrukking van een opstand door de krijgshaftige Jemenieten die aan het uiterste einde van het Rijk in een onherbergzaam gebied woonden. Het succes was tijdelijk want in Jemen bleef het tot aan het ineenstorten van het Turkse gezag in de Eerste Wereldoorlog onrustig. Er is dan ook een 2e Jemenmedaille uit 1892.
Een stationering in Jemen was bijzonder gevaarlijk. Er werden muiterijen opgetekend bij eenheden die opdracht kregen naar Jemen te marcheren. Het was er niet alleen gevaarlijk en vol ontberingen, wanneer de Jemeniten gevangenen maakten werden deze gebonden aan de vrouwen van de stam overgeleverd en vervolgens gecastreerd.
Voor de Turkse officieren en soldaten waren er drie verschillende medailles.
- De gouden medaille met een doorsnede van 29 millimeter
- De zilveren medaille met een doorsnede van 29 millimeter
- De bronzen medaille met een doorsnede van 29 millimeter.

Op de voorzijde van de medaille staat de tughra van Sultan Abdülmecit I en op de keerzijde een afbeelding van een zee met daarachter een door enige bomen opgefleurd woestijnlandschap en de in het Arabisch gestelde inschrift "Herinnering aan Jemen 1623". Het lint voor de medailles was zoals gebruikelijk zalmrood met groene boorden. Alle medailles werden doorboord om ze zo aan het lint te kunnen hangen.
Medailles en eretekens van het Ottomaanse Rijk

Chelengk · 
Orde van het Huis van Osman · 
Orde van het Verheven Portret · 
Orde van de Halve Maan · 
Orde van de Glorie · 
Orde van de Eer · 
Hoge Orde van de Eer · 
Orde van Osmanie · 
Orde van Mejidie · 
Orde van Liefdadigheid · 
Orde van Onderwijs · 
Orde van het Ottomaanse Parlement · 
Orde van Verdienste voor de Landbouw ·
Medaille van de Orde van de Eer · 
Liyakat Medaille · 
IJzeren Halve Maan · 
De lijst van 21 Turkse campagnemedailles

Medailles en ertetekens van de Turkse Republiek

Turkse Onafhankelijkheidsmedaille · 
Orde van Verdienste van de Turkse Strijdkrachten · 
Legioen van Aanbeveling van de Turkse Strijdkrachten · 
Legioen van Eer van de Turkse Strijdkrachten · 
Legioen van Verdienste van de Turkse Strijdkrachten · 
Medaille van Eer van de Turkse Strijdkrachten · 
Medaille van de Strijdkrachten voor Belangrijke Diensten · 
Medaille van de Strijdkrachten voor Opvallende Moed en Zelfopoffering · 
Medaille voor Eervolle Vermelding van de Turkse Strijdkrachten · 
Medaille voor Prestaties van de Turkse Strijdkrachten